# The Sensational Maytals
The Sensational Maytals è il secondo album a nome di The Maytals (dall'album successivo prenderanno il nome definitivo di Toots & the Maytals), pubblicato dalla BMN Records nel 1965.

## Tracce
Brani composti da Nathaniel McCarthy, Frederick Hibbert e Henry Gordon
Lato A
1. It's You – 2:05
2. Daddy – 2:40
3. Never You Change – 2:31
4. If You Act This Way – 2:25
5. It's No Use – 2:51
6. You Make Me Feel the Way I Do – 2:23

Durata totale: 14:55
Lato B
1. What's on Your Mind – 2:10
2. My New Name – 2:20
3. Fever – 2:15
4. She Will Never Let Me Down – 2:27
5. I Know – 2:03
6. Tell Me the Reason – 2:18

Durata totale: 13:33
Edizione CD del 1993 dal titolo Sensational Ska Explosion, pubblicato dalla Jamaican Gold Records (JMC 200.112)
Brani composti da Nathaniel McCarthy, Frederick Hibbert e Henry Gordon
1. It's You – 2:05
2. Daddy – 2:39
3. Never You Change – 2:30
4. If You Act This Way – 2:25
5. It's No Use – 2:47
6. You Make Me Feel the Way I Do – 2:19
7. What's on Your Mind – 2:07
8. My New Name – 2:17
9. Fever – 2:14
10. She Will Never Let Me Down – 2:05
11. I Know – 2:16
12. Tell Me the Reason – 1:55
13. Never You Change (Take 1) – 2:37 – Bonus Track
14. Never You Change (Take 2) – 2:49 – Bonus Track
15. Never You Change (Take 3) – 2:47 – Bonus Track
16. Daddy – 2:59 – Bonus Track
17. It's You (Take 1) – 2:21 – Bonus Track
18. It's You (Take 2) – 2:18 – Bonus Track
19. What's on Your Mind (Take 1) – 2:27 – Bonus Track
20. What's on Your Mind (Take 2) – 2:32 – Bonus Track

Durata totale: 48:29
Edizione CD del 2008, pubblicato dalla 17 North Parade Records (VP 4133)
1. It's You – 2:03 (F. Hibbert, R. Gordon, N. McCarthy)
2. Daddy – 2:37 (F. Hibbert, R. Gordon, N. McCarthy)
3. Never You Change – 2:29 (F. Hibbert)
4. If You Act This Way – 2:24 (F. Hibbert)
5. It's No Use – 2:45 (F. Hibbert)
6. You Make Me Feel the Way I Do – 2:18 (F. Hibbert, R. Gordon, N. McCarthy)
7. What's on Your Mind – 2:06 (F. Hibbert, R. Gordon, N. McCarthy)
8. My New Name – 2:15 (F. Hibbert, R. Gordon, N. McCarthy)
9. Fever – 2:12 (F. Hibbert)
10. She Will Never Let Me Down – 2:03 (F. Hibbert, R. Gordon, N. McCarthy)
11. I Know (F. Hibbert)
12. Tell Me the Reason (F. Hibbert)
13. Love Is a Special Feeling – 2:43 (N. McCarthy, R. Gordon, R. Nasralla) – Bonus Track
14. Peggy – 2:45 (Autore sconosciuto) – Bonus Track
15. When I Laugh – 2:04 (F. Hibbert, R. Gordon, N. McCarthy) – Bonus Track
16. Bam Bam – 3:06 (F. Hibbert) – Bonus Track
17. Ain't Go No Tip – 2:24 (F. Hibbert, N. McCarthy, H. Gordon) – Bonus Track
18. I'm a Big Man – 2:47 (N. McCarthy, H. Gordon, R. Nasralla) – Bonus Track

Durata totale: 39:01

## Formazione
The Maytals
- Frederick Toots Hibbert - voce solista
- Nathaniel Jerry Mathias (Nathaniel McCarthy) - accompagnamento vocale
- Henry Raleigh Gordon - accompagnamento vocale

Byron Lee & The Dragonaires
- Byron Lee - basso
- Rupert Bent - chitarra
- Ken Lazarus - chitarra
- Leslie Butler - organo
- Sammy Ismay - sassofono
- Frank Anderson - tromba
- Baba Brooks - tromba
- Chester Power - tromba
- Vernon Muller - trombone
- Barry Lloyd - batteria
- Victor Chung - percussioni
- Carl Brady - percussioni
- Junior Gray - percussioni